# Тагаранна
Та́гара́нна (эст. Tagaranna) — деревня в волости Сааремаа уезда Сааремаа, Эстония.  
До административной реформы местных самоуправлений Эстонии 2017 года входила в состав волости Мустъяла.

## География и описание
Расположена на острове Сааремаа, на полуострове Нинасе (Тагаранна), в 36 километрах к северу от волостного и уездного центра — города Курессааре. Высота над уровнем моря — 23 метра.
Климат умеренный. Официальный язык — эстонский. Почтовый индекс — 93616.

## Население
По данным переписи населения 2021 года, в Тагаранна насчитывалось 11 жителей, все — эстонцы.
По состоянию на 1 января 2019 года в деревне насчитывалось 10 жителей, из них 4 женщины.
По данным переписи населения 2011 года, в деревне проживали 8 человек, все — эстонцы.
Численность населения деревни Тагаранна по данным переписей населения:
| Год  | 1959 | 1970 | 1979 | 1989 | 2000 | 2011 | 2021 |
| ---- | ---- | ---- | ---- | ---- | ---- | ---- | ---- |
| Чел. | 43   | ↘ 16 | ↗ 62 | ↘ 60 | ↘ 7  | ↗ 8  | ↗ 11 |

## История
В письменных источниках примерно 1900 года упоминается Тагаранна (деревня), 1923 и 1939 годов — Tagaranna. Это была рыбацкая деревня, возникшая в конце XIX века. В деревне также работала корчма.
В 1977–1997 годах официально частью деревни Тагаранна была деревня Ниназе.

## Комментарии
1. ↑  Эстонские топонимы, оканчивающиеся на -а, в русском языке не склоняются[8], а род получают по родовому слову, например, деревне присваивается женский род, хотя в эстонском языке нет категории рода.